# كارل إدفارد ماريوس لافي
كارل إدفارد ماريوس لافي (بالدنماركية: Carl Edvard Marius Levy)‏ هو طبيب التوليد والنساء دنماركي، ولد في 10 سبتمبر 1808، وتوفي في 30 ديسمبر 1865 في كوبنهاغن في الدنمارك.